# Catocala amica
Catocala amica är en fjärilsart som beskrevs av Jacob Hübner 1818. Catocala amica ingår i släktet Catocala och familjen nattflyn. Inga underarter finns listade i Catalogue of Life.

## Bildgalleri

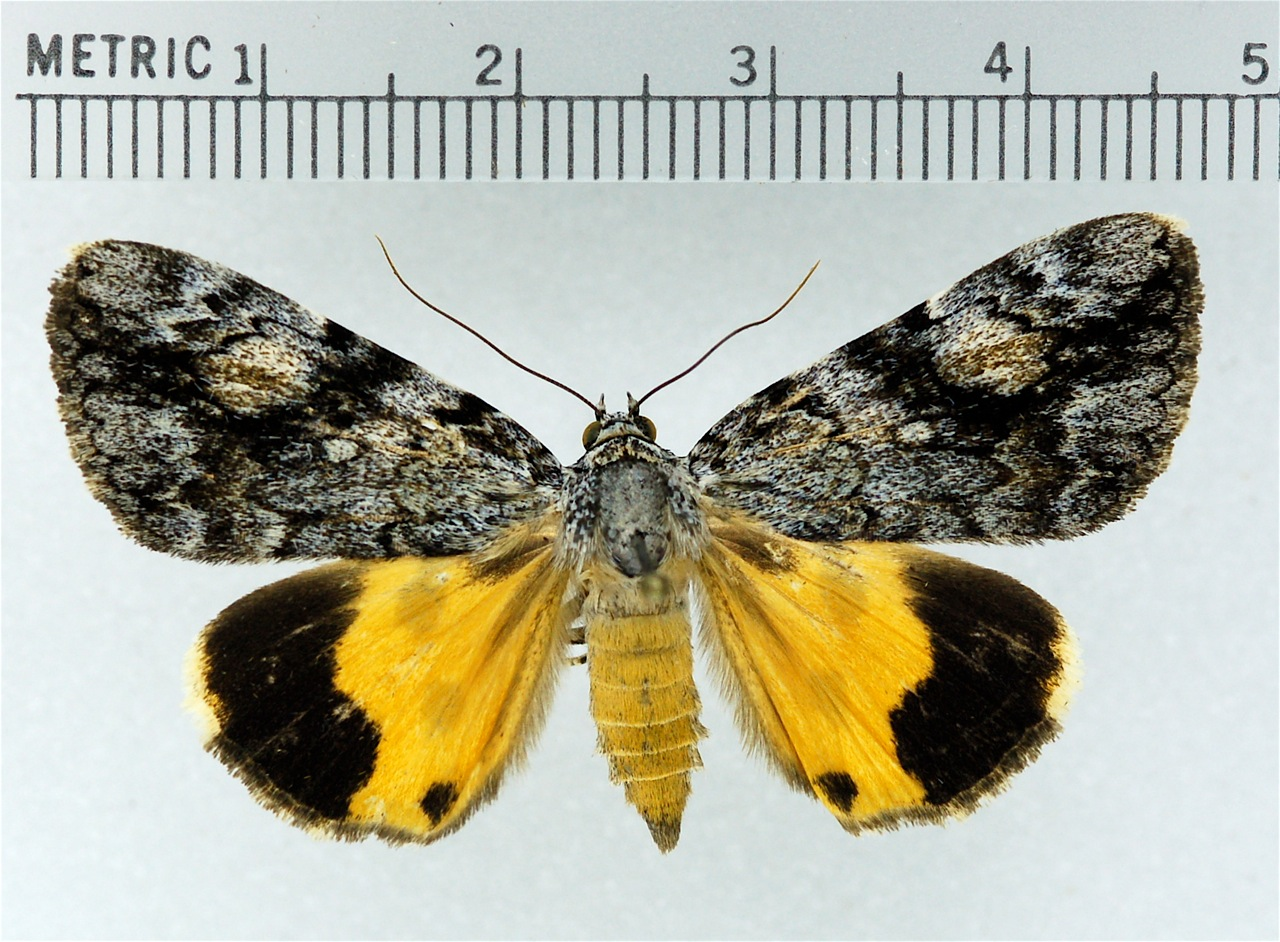